# L'Amant de lady Chatterley (film, 2022)
Pour les articles homonymes, voir Lady Chatterley.
Pour plus de détails, voir Fiche technique et Distribution.
L'Amant de lady Chatterley (Lady Chatterley's Lover) est un film britannique réalisé par Laure de Clermont-Tonnerre, sorti en 2022. Il s'agit d'une adaptation du roman du même nom de D. H. Lawrence.

## Synopsis
Le mari de lady Chatterley revient de la guerre blessé et impuissant. Il lui suggère qu'ils pourraient avoir un enfant malgré tout si elle acceptait de faire l'amour avec quelqu'un d'autre. L'idée fait son chemin et lady Chatterley tombe amoureuse de leur garde-chasse.

## Fiche technique
- Titre : L'Amant de lady Chatterley
- Titre original : Lady Chatterley's Lover
- Réalisation : Laure de Clermont-Tonnerre
- Scénario : David Magee d'après le roman L'Amant de lady Chatterley de D. H. Lawrence
- Musique : Isabella Summers
- Photographie : Benoît Delhomme
- Montage : Nina Annan et Géraldine Mangenot
- Production : Graham Broadbent, Peter Czernin, Elizabeth Gabler et Laurence Mark (en)
- Société de production : 3000 Pictures, Blueprint Pictures et Netflix
- Pays :  Royaume-Uni et  États-Unis
- Genre : Drame, romance et historique
- Durée : 126 minutes
- Dates de sortie : 
  - Monde : 2 décembre 2022 (sur Netflix)

## Distribution
|                                                                   |  |  |
| Le couple principal est incarné par Emma Corrin et Jack O'Connell |  |  |

- Emma Corrin (VF : Barbara Probst) : Constance « Connie » Reid, Lady Chatterley
- Jack O'Connell (VF : Baptiste Caillaud) : Oliver Mellors
- Matthew Duckett (VF : Léo Dussollier) : Sir Clifford Chatterley
- Joely Richardson (VF : Laurence Dourlens) : Mme Bolton
- Faye Marsay (VF : Caroline Cadrieu) : Hilda
- Ella Hunt (VF : Joy Morti) : Mme Flint
- Anthony Brophy (VF : Jean-Pierre Cliquet) : Sir Malcolm Reid

 Source et légende : version française (VF) sur RS Doublage

## Tournage

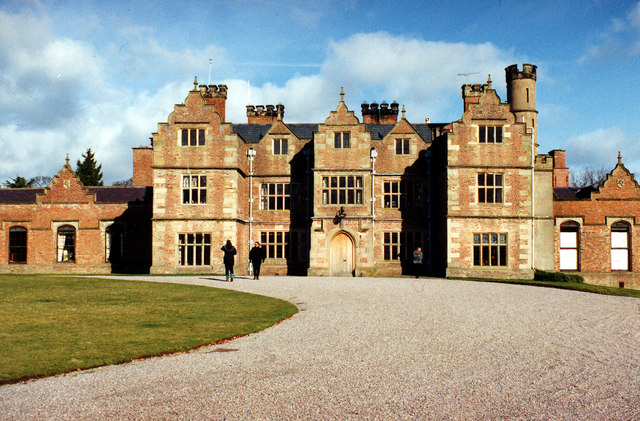
Brynkinalt Hall, le principal lieu de tournage du film.

Le tournage s'est déroulé début 2022 dans le nord du Pays de Galles. Presque toutes les scènes du film ont été réalisées dans le manoir et la propriété de Brynkinalt Hall, à Chirk.
Joely Richardson avait joué Lady Chatterley en 1993, dans la série télévisée de la BBC - elle partageait alors l'affiche avec Sean Bean.

## Sortie et accueil
L'Amant de Lady Chatterley a connu une sortie limitée en salles le 25 novembre 2022, avant d'être diffusé sur le site de VOD Netflix le 2 décembre 2022.
Le film a reçu un accueil plutôt favorable de la critique. Sur le site Rotten Tomatoes, 85% des 62 critiques recensées sont positifs, avec une moyenne de 6,9/10. L'avis général est le suivant : « Sans doute la meilleure transposition à l'écran de ce conte souvent adapté ; L'amant de Lady Chatterley se distingue par un jeu d'acteur solide ainsi qu'un traitement franc et rafraîchissant des thématiques matures de l'intrigue. »
Il obtient un score moyen de 68 % sur Metacritic.